# Британо-уругвайские отношения
Британо-уругвайские отношения — двусторонние дипломатические отношения между Великобританией и Уругваем. Посольство Великобритании находится в Монтевидео, а посольство Уругвая в Лондоне.

## История
Дипломатические отношения между странами были установлены в 1825 году, после провозглашения независимости Уругвая.
Для Уругвая приоритет отношений с Великобританией определялся предварительной мирной конвенцией 1828 года, которой было завершено аргентино-бразильскую войну, и оставался таким до конца Второй мировой войны, впоследствии приоритет в международных отношениях перешел в США.